# Dromod
Dromod (iriska: Dromad) är en ort i Leitrim på Irland. Samhället har en järnvägsstation på linjen mellan Sligo och Dublin. År 2002 hade ortens område 511 invånare. 